# Gryning
För andra betydelser, se Gryning (olika betydelser).

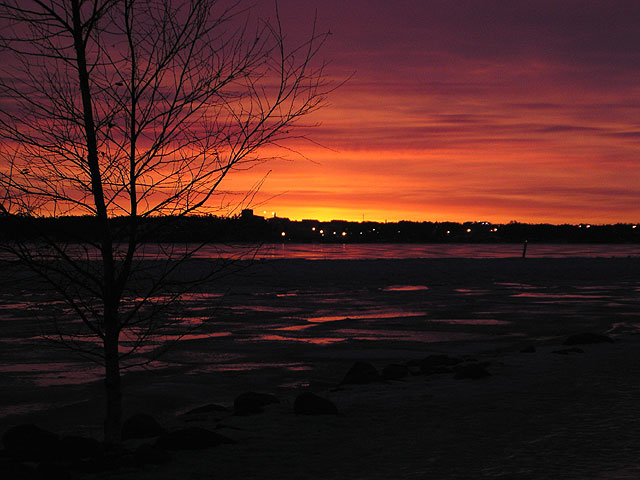
Gryning i Helsingfors.

Gryning (även morgonrodnad) är det tidsintervall på dygnet då solen ännu inte gått upp, men dagsljus börjar synas. Skiljelinjer finns mellan den astronomiska gryningen, den nautiska gryningen och den borgerliga gryningen vilka är definierade utifrån var solskivans mittpunkt befinner sig räknat i grader i förhållande till horisonten – solhöjden.

## Tre typer av gryning
Det tre olika typerna av gryning definieras enligt nedan:
- Astronomisk gryning: solskivans mittpunkt befinner sig mellan 18 och 12 grader under horisonten.[1] Vid en solhöjd större än –12 grader blir astronomiska observationer med konventionella stjärnkikare i praktiken omöjliga genom atmosfärens ljus.
- Nautisk gryning: solskivans mittpunkt ligger mellan 12 och 6 grader under horisonten. Lägesbestämningar kan göras till havs med till exempel en sextant, eftersom både horisonten och de mest ljusstarka stjärnorna syns fram till tiden för solhöjden c:a –6 grader.[1]
- Borgerlig gryning: den gryning som avses i dagligt tal. Den utgör tidsintervallet när solskivans mittpunkt befinner sig mellan 6 grader under horisonten fram till att solskivans övre kant ligger vid horisonten.[1] Under den inledande delen av gryningen är det i detta fall redan så ljust vid klar himmel att man kan utföra sysslor utomhus utan att behöva extra belysning,  och även läsa en text i en ordinär dagstidning.

## Efter gryningen
När solskivans övre kant börjar synas över horisonten övergår gryning till dag, varvid tuppar brukar börja gala.
Gryningens tidslängd beror av den aktuella latituden, och är kortast vid ekvatorn och längst i polarregionerna. Skymningen har det omvända förloppet som inleds med den borgerliga skymningen och avslutas med den astronomiska för att därefter övergå i natt.

## Betydelse och i kulturen
I äldre tider när det saknades konstgjord belysning var det viktigt att gå upp i gryningen. Man var tvungen att utnyttja solljuset för att hinna med dagens alla sysslor.
Inom kyrkan hade gryningen en viktig funktion på medeltiden. De skulle dagens första bönestunder i den så kallade tidegärden hållas före gryningen. Se även otta.
I bildlig bemärkelse används ordet gryning för att illustrera att en tanke har uppstått, början på en ny tidsålder eller att ett paradigmskifte är på väg att inträffa.
Uttrycket vargtimme, syftande på de sena timmarna på natten strax före gryningen, skapades av Ingmar Bergman för filmen med samma namn.